# 阿格诺区
阿格诺区（法語：arrondissement de Haguenau）是法国下莱茵省的一个旧区。总面积666平方公里，总人口130835，人口密度196人/平方公里（2012年）。主要城镇为阿格诺。2015年，阿格诺区与维桑堡区合并为阿格诺-维桑堡区。

## 辖区
阿格诺区曾辖有66个市镇。